# Верхний Дорожев
Верхний Дорожев (укр. Верхній Дорожів) — село в Меденичской поселковой общине Дрогобычского района Львовской области Украины.
Население составляет 1380 человек. Население по переписи 2001 года составляло 1599 человек. Занимает площадь 32 км². Почтовый индекс — 82131. Телефонный код — 3244 47.